# Justin Lisso
Justin Lisso (* 12. Dezember 1999) ist ein deutscher Skispringer, der für den WSV Schmiedefeld am Rennsteig e. V. startet.

## Werdegang
Justin Lisso begann seine internationale Karriere im Rahmen von zwei Wettbewerben des Alpencups am 26. und 27. September 2015 in Hinterzarten, bei denen er die Plätze 54 und 60 belegte. Anschließend startete er mehrfach im Alpencup und im FIS Cup. Seine erste Top-Ten-Platzierung im Rahmen des Alpencups erreichte er mit Platz acht am 11. September 2016 in Einsiedeln.
Nach starken Leistungen im Alpencup debütierte er am 7. Januar 2017 im Continental-Cup in Titisee-Neustadt. Bei den beiden Wettkämpfen erreichte er die Plätze 25 und 64. Am Ende der Saison belegte er Platz 164 im COC.
Nach zwei Siegen beim Alpencup am 23. und 24. September 2017 in Predazzo durfte Lisso erstmals im Sommer-Grand-Prix 2017 in Klingenthal an den Start gehen. Dort konnte er Platz 43 erreichen. Bei den Deutschen Meisterschaften 2017 in Oberwiesenthal belegte er Platz 21.
Lisso sicherte sich beim Continental-Cup in Titisee-Neustadt am 6./7. Januar 2018 bei zwei Springen von der Großschanze als 23. bzw. 27. des Klassements COC-Punkte. Auch am 10./11. Januar 2018 kam er beim Continental Cup in Bischofshofen ebenfalls von der Großschanze zwei Mal als 27. in die Punkteränge. Bei den Nordischen Junioren-Skiweltmeisterschaften 2018 in Kandersteg belegte den 20. Platz im Einzelwettbewerb. Im Mannschaftswettbewerb holte er zusammen mit Philipp Raimund, Cedrik Weigel und Constantin Schmid die Goldmedaille und im Mixed-Teamwettbewerb zusammen mit Luisa Görlich, Gianina Ernst und Constantin Schmid die Silbermedaille.
Für die Wintersportsaison 2019/20 fiel Lisso aufgrund eines Syndesmosebandriss im linken Sprunggelenk aus.
Beim Neujahrsspringen 2022 in Garmisch-Partenkirchen konnte sich Lisso erstmals für ein Weltcupspringen qualifizieren und erreichte den 43. Rang. Damit belegte er bei der Vierschanzentournee 2021/22 insgesamt den 60. Platz. Am 22. Januar 2022 sprang Lisso mit Rang 11 in Titisee-Neustadt erstmals im Weltcup in die Punkteränge. 
In der Saison 2022/23 nahm er nach guten Leistungen im Continental-Cup an der Raw Air Tour in Norwegen teil. Dort wurde er, nach einem 13. Platz beim zweiten Springen am Holmenkollen und zwei weiteren Punktgewinnen in Lillehammer, hinter Karl Geiger, Markus Eisenbichler und Andreas Wellinger viertbester Deutscher und 28. der Gesamtwertung. Nach einem Trainingssturz im Juni 2023 musste sich Lisso einer Kreuzband-OP unterziehen.

## Statistik

### Weltcup-Platzierungen
| Saison  | Platz | Punkte |
| ------- | ----- | ------ |
| 2021/22 | 048.  | 044    |
| 2022/23 | 040.  | 060    |

### Vierschanzentournee-Platzierungen
| Saison  | Platz | Punkte |
| ------- | ----- | ------ |
| 2021/22 | 060.  | 0107,3 |

### Raw-Air-Platzierungen
| Saison | Platz | Punkte |
| ------ | ----- | ------ |
| 2023   | 028.  | 1777,8 |

### Grand-Prix-Platzierungen
| Saison | Platz | Punkte |
| ------ | ----- | ------ |
| 2022   | 061.  | 012    |

### Continental-Cup-Platzierungen
| Saison  | Platz | Punkte |
| ------- | ----- | ------ |
| 2016/17 | 164.  | 006    |
| 2017/18 | 072.  | 082    |
| 2018/19 | 028.  | 310    |
| 2019/20 | 116.  | 027    |
| 2021/22 | 022.  | 444    |
| 2022/23 | 015.  | 541    |